# Mastrus ridibundus
Mastrus ridibundus là một loài tò vò trong họ Ichneumonidae.